# Barril (Encarnação)
Barril é uma localidade portuguesa situada na freguesia da Encarnação, concelho de Mafra, distrito de Lisboa. É atualmente a primeira localidade mais importante, quer em termos de dimensão, quer populacionais, superando até mesmo a encarnação em termos populacionais tendo 4926 habitantes.